# Route nationale 33a (Madagaskar)
Die Route nationale 33a (RN 33a) ist eine 83 km lange Nationalstraße im Norden von Madagaskar in der Region Betsiboka. Sie zweigt südlich von Ambondromamy von der RN 4 ab und führt in südöstlicher Richtung nach Tsaratanana.